# Слепоево
Слепоево — деревня в Кочёвском районе Пермского края. Входит в состав Кочёвского сельского поселения. Располагается восточнее районного центра, села Кочёво. Расстояние до районного центра составляет 17 км. По данным Всероссийской переписи населения 2010 года, в деревне проживало 44 человека (24 мужчины и 20 женщин).

## История
По данным на 1 июля 1963 года, в деревне проживало 137 человек. До конца 1962 года населённый пункт входил в состав Сепольского сельсовета, а в 1963 году деревня вошла в состав Кочёвского сельсовета.